# Willy Eras
Willy Eras Sánchez (San José, 10 de septiembre de 1980) es un futbolista costarricense que actualmente se desempeña como mediocampista en Liberia Mía de la Segunda División de Costa Rica.

## Clubes
| Club          | País       | Año               |
| ------------- | ---------- | ----------------- |
| Liberia Mía   | Costa Rica | 2005 - 2010       |
| Barrio México | Costa Rica | 2010              |
| PFC           | Costa Rica | 2011              |
| Herediano     | Costa Rica | 2012              |
| Liberia Mía   | Costa Rica | 2013 - Actualidad |